# Gilel Storch
Gilel Storch (Hillel Storch) född 24 maj 1902 i dåvarande Dvinsk i guvernementet Vitebsk i Kejsardömet Ryssland (nu Daugavpils i Lettland), död 25 april 1983 i Stockholm, var en lettisk-svensk företagare och människorättsaktivist som spelade en viktig roll i att rädda judar under Förintelsen, bland annat genom förhandlingar med SS-ledaren Heinrich Himmler. 

## Biografi
Gilel Storch var en framgångsrik lettisk företagare som bland annat exporterade kemikalier till Sverige. Genom sina affärskontakter kunde han därför fly till Sverige år 1940, och året därpå lyckades han också skaffa inresetillstånd för sin hustru och sin dotter.
Ifrån Sverige arbetade han sedan för att försöka rädda judar ur de nazistiska koncentrationslägren, något som under krigets slutskede ledde till konkreta förhandlingar med SS- och Gestapochefen Heinrich Himmler. Under det sista krigsåret lyckades Storch även organisera hjälpsändningar till judiska fångar i tyska koncentrationsläger. 
Storch blev senare ordförande för den svenska grenen av Judiska världskongressen. Gilel Storch var far till industrimannen Marcus Storch, och Tobiasregistret är uppkallat efter hans sonson.

## Minne
Filmaren Lena Einhorn har skrivit boken och 1998 filmen Handelsresande i liv om Gilel Storchs gärning. Filmen vann Prix Europa år 1999.

## Gilel Storch priset
Sedan 2018 delar Storchs stiftelse ut Gilel Storch priset till personer vars verksamhet främjat demokratiska och humanistiska värden.
Institutionen Judisk Kultur i Sverige ansvarar för prisceremonin.

### Pristagare
- 2018 – Joachim Gauck
- 2019 – Ruth Bader Ginsburg
- 2020 – Göran Persson
- 2021 – Gloria Steinem
- 2022 – Adam Michnik
- 2023 – Lev Sjlosberg, rysk journalist och liberal oppositionspolitiker.[6][7]
- 2024 – Salman Rushdie, för sin ”livslånga kamp mot religiös extremism och auktoritärt förtryck.” [8][9]
- 2025 – Volodymyr Zelenskyj, för att ha ”visat storartat ledarskap i kampen för självständighet och demokrati.”[10]